# Маршфілд (Массачусетс)
Маршфілд (англ. Marshfield) — місто (англ. town) в США, в окрузі Плімут штату Массачусетс. Населення — 25 825 осіб (2020).

## Демографія
Згідно з переписом 2010 року, у місті мешкали 25 132 особи в 9526 домогосподарствах у складі 6879 родин. Було 10940 помешкань
Расовий склад населення:
| - 96,8 % — білих - 0,7 % — азіатів - 0,4 % — чорних або афроамериканців - 0,2 % — корінних американців |

До двох чи більше рас належало 1,1 %. Частка іспаномовних становила 1,3 % від усіх жителів.
За віковим діапазоном населення розподілялося таким чином: 25,1 % — особи молодші 18 років, 61,4 % — особи у віці 18—64 років, 13,5 % — особи у віці 65 років та старші. Медіана віку мешканця становила 43,1 року. На 100 осіб жіночої статі у місті припадало 94,8 чоловіків;  на 100 жінок у віці від 18 років та старших — 91,4 чоловіків також старших 18 років.
Середній дохід на одне домашнє господарство  становив 111 884 долари США (медіана — 94 737), а середній дохід на одну сім'ю — 130 815 доларів (медіана — 114 144). Медіана доходів становила 82 697 доларів для чоловіків та 53 501 долар для жінок. За межею бідності перебувало 6,2 % осіб, у тому числі 7,9 % дітей у віці до 18 років та 6,7 % осіб у віці 65 років та старших.
Цивільне працевлаштоване населення становило 13 462 особи. Основні галузі зайнятості: освіта, охорона здоров'я та соціальна допомога — 23,0 %, науковці, спеціалісти, менеджери — 14,4 %, мистецтво, розваги та відпочинок — 11,9 %, роздрібна торгівля — 11,8 %.